# Club Deportivo Chivas USA
El Club Deportivo Chivas USA fue un equipo de fútbol profesional estadounidense con sede en Los Ángeles, California. Formó parte de la Major League Soccer desde 2004 hasta 2014, año en que la franquicia desapareció.
Fue fundado en agosto de 2004 y originalmente era filial del Club Deportivo Guadalajara, del que tomó su identidad y colores. El nombre «Chivas» es una referencia al apodo del equipo tapatío. Sus propietarios eran Jorge Vergara, dueño del Guadalajara, y los hermanos Antonio y Lorenzo Cué. Al crear una franquicia de expansión en Los Ángeles, los dueños esperaban captar el apoyo de la numerosa población hispana que residía allí.
Comenzó a competir en la temporada 2005. En toda su historia, su mayor éxito fue quedar líder de la Conferencia Oeste en 2007. Después de una serie de malos resultados y baja afluencia de espectadores, la MLS asumió el control de la franquicia en febrero de 2014 y confirmó su desaparición el 27 de octubre del mismo año.
Los Ángeles fue la primera ciudad de la MLS en contar con dos franquicias en la misma ciudad: Los Angeles Galaxy (desde 1996) y Chivas USA.

## Historia

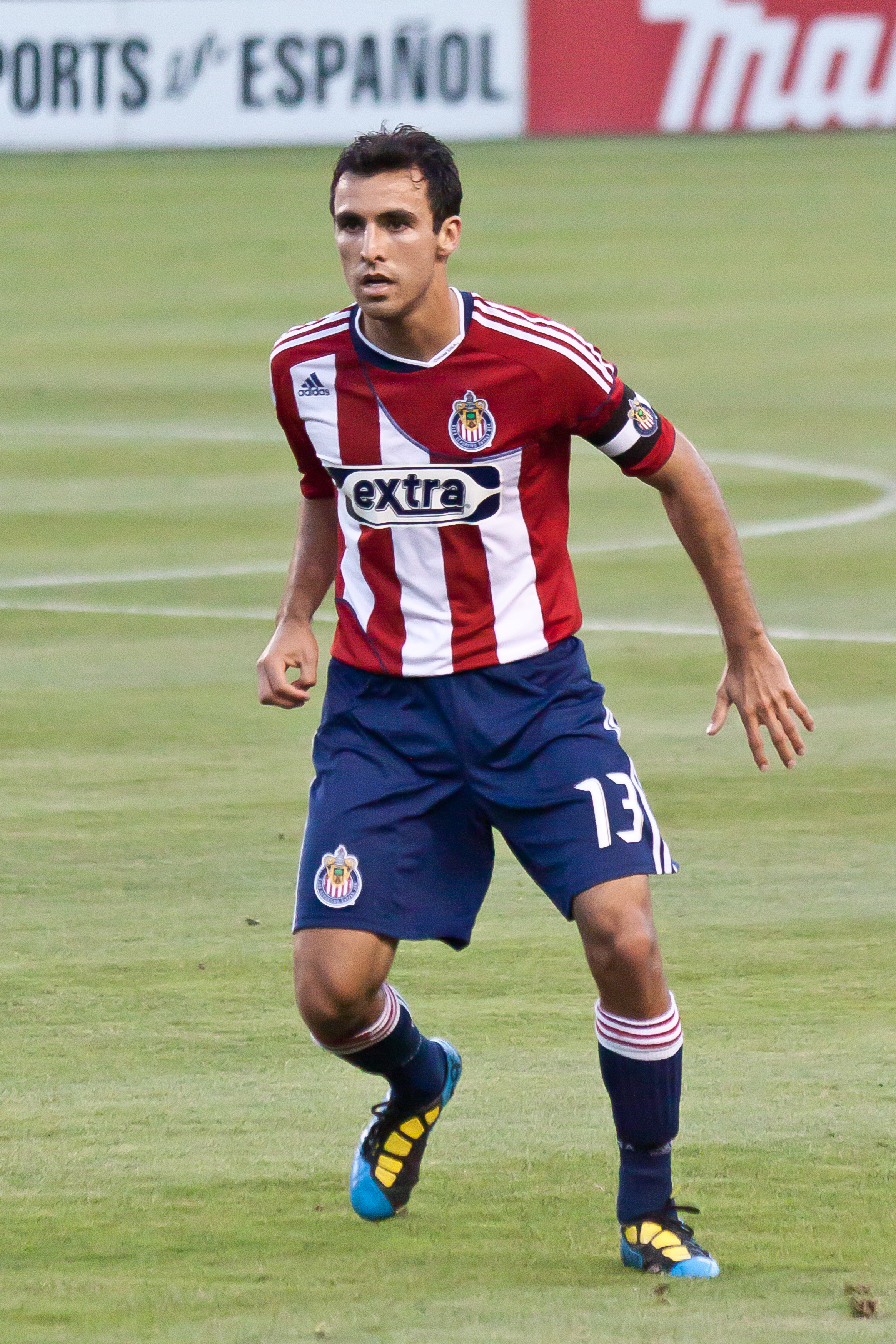
Jonathan Bornstein, lateral de Chivas USA entre 2006 y 2010.

El Club Deportivo Chivas USA fue fundado el 2 de agosto de 2004, después de que la Major League Soccer (MLS) aceptara una franquicia de expansión en Los Ángeles, California. El objetivo de este nuevo equipo era atraer aficionados de las comunidades latinas, para lo que se creó una sociedad entre Jorge Vergara, propietario del Club Deportivo Guadalajara de México, y los hermanos Antonio y Lorenzo Cué. Sobre la estructura del Guadalajara se creó un filial que tomó los colores sociales, el escudo e incluso la denominación «Chivas», en referencia al apodo del conjunto rojiblanco.
Debutó en la temporada 2005 encuadrado en la conferencia Oeste. Thomas Rongen tuvo que confeccionar un plantel en la que destacaba el portero Brad Guzan como primera elección del draft, así como varios jóvenes cedidos del Guadalajara. La falta de experiencia pesó al bloque, que encadenó una mala racha y terminó en último lugar. La situación mejoró en 2006 con la llegada al banco de Bob Bradley y la contratación de Ramón Ramírez y Francisco Palencia, provenientes de las «Chivas» de México, además de Claudio Suárez, veterano internacional y ex del Guadalajara. Los rojiblancos clasificaron al play-off, quedando eliminados por el Houston Dynamo. Ese mismo año hubo dos títulos individuales: Jonathan Bornstein como mejor debutante y Bradley al mejor entrenador.
La edición de 2007 fue la mejor de su corta historia, al finalizar campeón de la conferencia Oeste y segundo en la tabla general. El bloque del equipo estaba conformado por jóvenes promesas del draft como Brad Guzan (mejor portero del torneo), Bornstein, Maykel Galindo (máximo goleador) y Sacha Kljestan (asistencias). Esta base, completada con veteranos de origen latino, impulsó los resultados deportivos. No obstante, en el play-off por el título volvieron a caer en semifinales de conferencia. Chivas USA repitió la clasificación en 2008 y 2009, sin superar las semifinales en ninguno de esos años.
La situación cambió en 2010 con la salida de todas sus estrellas. El Chivas USA no supo recomponer el plantel y los resultados empeoraron, quedando fuera de la lucha por la MLS Cup. La directiva renunció a la política deportiva del Club Deportivo Guadalajara y cada vez trajo menos mexicanos. Los aficionados también perdieron interés, en contraste con los triunfos de su rival local, Los Angeles Galaxy. En un intento por recomponer la situación, Jorge Vergara y su esposa Angélica Fuentes adquirieron las participaciones de los hermanos Cué, convirtiéndose así en los únicos propietarios en agosto de 2012. Sin embargo, no sirvió de mucho. En 2012 y 2013, Chivas USA fue colista de su conferencia.
El 20 de febrero de 2014 se confirmó que Jorge Vergara había vendido la franquicia a los dirigentes de la MLS, debido a que la imagen de la marca Chivas no tuvo el éxito esperado en Los Ángeles. En un principio, la liga quiso mantener la franquicia en California con un nombre distinto a partir de la temporada 2015. Sin embargo, y a pesar de una ligera mejoría deportiva, quedó clara su falta de rentabilidad con su asistencia media más baja de la historia: 7000 espectadores. Por esta razón, cuando Chivas USA no pudo clasificar al play-off, la MLS confirmó su desaparición a partir del 27 de octubre de 2014.
Los Ángeles vuelve a contar con un segundo equipo en la MLS a partir de la temporada 2018, llamado Los Angeles Football Club.

## Simbología

### Escudo
El escudo del Chivas USA está inspirado en el del Deportivo Guadalajara, del que toma también los colores sociales. Ese logo toma como base el escudo de armas de la Ciudad de Guadalajara, inspirado en el estandarte de un caudillo invicto y el león que refleja el espíritu del guerrero. Esa imagen aparece encima de círculo, en cuyo interior del mismo figuran franjas rojas y blancas en vertical, rodeadas por una banda azul en la que se lee el nombre «Club Deportivo Chivas USA» en español.
«Chivas» es el sobrenombre del C. D. Guadalajara. En México, es común que los seguidores prefieran utilizar nombres cortos o alias para referirse al equipo de su preferencia. Su origen tenía un sesgo peyorativo: después de un encuentro de la Liga Mayor 1948/49, los fanáticos del Atlas (equipo rival de la misma ciudad) llamaron a los jugadores rojiblancos «chivas brinconas». Aunque se planteó al principio como insulto, el sobrenombre fue utilizado por un periodista nacional para describir el juego de este equipo. Desde entonces se convirtió en su forma más popular de identificación, presente en elementos como el himno y la mascota.

## Uniforme
La equipación rojiblanca del Chivas USA es la misma que la empleada por el C. D. Guadalajara. Se utilizan rayas verticales porque el fundador belga Edgar Everaert propuso usar el mismo patrón que utilizaban en el Club Brujas, al cual apoyaba. Los colores sociales rojo, blanco y azul están inspirados en una equipación estudiantil de Everaert, basada en el escudo de armas de Brujas (rojo y blanco con un león azul).
- Uniforme local: Camiseta blanca con rayas rojas, pantalón azul marino y medias azul marino.
- Uniforme visitante: Camiseta azul marino, pantalón blanco y medias blancas.

## Indumentaria
| Período     | Proveedor |
| ----------- | --------- |
| 2005        | Reebok    |
| 2006 - 2014 | Adidas    |

| Período     | Patrocinador     |
| ----------- | ---------------- |
| 2005 - 2006 | Sin patrocinador |
| 2007 - 2010 | COMEX            |
| 2010        | Cerveza Extra    |
| 2011 - 2014 | Cerveza Corona   |

## Estadio

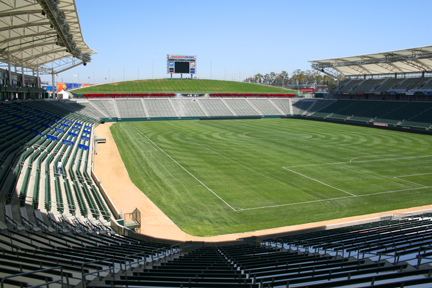
Interior del StubHub Center.

Chivas USA disputaba sus partidos como local en el StubHub Center de Carson (California), con aforo para 27.000 espectadores y césped natural. Lo compartía con Los Angeles Galaxy, el otro equipo de la ciudad.
Esta instalación fue inaugurada el 1 de junio de 2003, dentro de un complejo deportivo vinculado a la Universidad Estatal de California en el que también hay velódromo y estadio de tenis. En aquel momento fue el segundo nuevo campo de la MLS con diseño específico para partidos de fútbol, cuatro años después de la apertura del Columbus Crew Stadium. En 2003 fue sede de la final de la Copa Mundial Femenina de Fútbol.
En los alrededores del StubHub Center se organiza el festival de música y deportes extremos Warped Tour.

## Entrenadores
- Thomas Rongen (2005)
- Hans Westerhof (2005)
- Bob Bradley (2006)
- «Preki» (2007-2009)
- Martin Vásquez (2010)
- Robin Fraser (2011-2012)
- José Luis Sánchez Solá (2013)
- José Luis Real (2013)
- Wilmer Cabrera (2014)

## Datos del club
- Temporadas en la Major League Soccer: 10

Mejor posición: 1.º, conferencia Oeste (temporada 2007)
Peor posición: 9.º, conferencia Oeste (temporadas 2012 y 2013)
- Mayor goleada conseguida: 5–1 contra Real Salt Lake (2005)
- Mayor goleada en contra: 0–5 contra Los Angeles Galaxy (2013)
- Máximo goleador:  Ante Razov (30)
- Más partidos disputados:  Dan Kennedy (144)
- Primer partido: Chivas USA 0–2 D.C. United (2 de abril de 2004)
- Último partido en la historia del club: Chivas USA 1–0 San Jose Earthquakes (26 de octubre de 2014)

## Palmarés
- Conferencia Oeste de la MLS: 
  - Temporada regular (1): 2007.